# AngoSat-2
O AngoSat-2 é um satélite de comunicação angolano, que opera na órbita geoestacionária. O responsável pela construção do satélite foi a Information Satellite Systems Reshetnev (ISS Reshetnev). Este satélite é composto de dois módulos: A plataforma Express 1000 e a carga útil que cuja construção foi responsabilidade da Airbus Defence and Space, sua expetativa de vida útil é de quinze anos. O AngoSat-2 é um dos projetos do Gabinete de Gestão do Programa Espacial Nacional (GGPEN), gabinete que pertence ao Ministério das Telecomunicações, Tecnologias de Informação e Comunicação Social de Angola cuja missão é fazer o uso do espaço para fins pacíficos, melhorar as comunicações em todo o território angolano, realizar estudos estratégicos a fim de estabelecer acordos de cooperação com instituições técnico-científicas.

## História
O satélite AngoSat-2 surgiu com a missão de substituir o AngoSat-1, o primeiro satélite angolano, que foi lançado em órbita a 26 de dezembro de 2017, mas desde então enfrentou problemas. Houve uma perda primária de contato devido a uma falha no subsistema de alimentação do satélite logo após este entrar em órbita, embora as comunicações foram recuperadas houve problemas na fonte de alimentação do satélite o que causou dificuldade no fornecimento de energia para o funcionamento dos restantes subsistemas do satélite e pouco tempo depois a comunicação foi perdida novamente.
Ao constatar que o AngoSat-1, apesar de estar em órbita, não cumpria os requisitos funcionais, foi decretado inoperância do satélite e o ministro das Telecomunicações e Tecnologias de Informação de Angola na altura, José Carvalho da Rocha, revelou que o contrato assinado com a Rússia, assegurava o satélite e  previa que diante de situações de anomalia, deveria ser construído um novo satélite em substituição do inoperante dentro do requisitos contratuais do satélite AngoSat-1, sem custos para a parte angolana. Em abril de 2018, O consórcio russo Rosoboronexport responsável pela construção e lançamento do primeiro satélite angolano, anunciou o início da sua construção, a partir de 24 de abril de 2018, sem custos para Angola, decorrendo até meados de 2022.
O satélite foi lançado a 12 de outubro de 2022 e atingiu a sua posição final a 3 de novembro.